# Проституция в Панаме
Проституция в Панаме легальна и регулируется . Проститутки обязаны регистрироваться и иметь при себе удостоверения личности. Однако большинство проституток не зарегистрированы. В 2008 году правительство зарегистрировало 2650 секс-работников, но точной информации об общем количестве лиц, занимающихся проституцией в стране, не было. По некоторым оценкам, количество незарегистрированных проституток составляет 4000 человек.
Основная сфера проституции в городе Панама - Эль-Кангрехо. Уличная проституция также встречается на Авенида Мехико, Сентрал Авеню и Авенида Перу.
В стране много иностранных проституток, особенно с Кубы и Колумбии(Панама была частью Колумбии до 1903 года). Чтобы работать проституткой, иностранным проституткам нужна виза "альтернативной". Поскольку это проштамповано в их паспортах, многие работают неофициально по туристическим визам, чтобы не ставить отметку «проститутка» в паспорте. Работа без соответствующей визы и отсутствие регистрации является административным правонарушением, а не уголовным преступлением и обычно наказывается небольшим штрафом в случае обнаружения. Незарегистрированные проститутки по-прежнему имеют доступ к медицинским услугам в клиниках, например, в городах Санта-Ана и Панама.

## Зона Панамского канала
Во время строительства Панамского канала (1904-1914) многие проститутки приезжали в зону канала, чтобы обслуживать рабочих, строящих канал. Многие были выходцами из Карибского бассейна, особенно с англоязычных островов. В 1905 году правительство США организовало транспортировку нескольких сотен женщин с Мартиники в Панаму. Президент Теодор Рузвельт начал расследование нравственности этих женщин на случай, если они были привлечены к работе проститутками.
После завершения строительства канала большая часть трудовых мигрантов уехала, оставив в основном американские войска и гражданское население. Эти граждане США стали основными клиентами кварталов красных фонарей в городах Панамы, расположенных недалеко от канала, таких как Панама и Колон(США депортировали 150 женщин обратно в Британские Карибские острова.).
Правительство США, обеспокоенное распространением ИППП, пыталось оказать давление на власти Панамы, чтобы они запретили проституцию и закрыли кварталы красных фонарей. Панамцы сопротивлялись давлению США изменить законы в рамках независимого государства. Они рассматривали проституток как буфер между военнослужащими США и панамскими женщинами. Он опроверг аргумент США, предположив, что именно американские военнослужащие передают ИППП проституткам, а не наоборот. Однако Панама ввела регулирование проституции, включая медицинские осмотры.
Во время Второй мировой войны отцы Винсентия поощряли приходы к созданию «католических оздоровительных центров для военнослужащих», чтобы попытаться увести военнослужащих из кварталов красных фонарей.

## ВИЧ
В 2005 году Всемирная организация здравоохранения подсчитала, что показатель распространенности ВИЧ среди женщин-секс-работников составил 1,9% по сравнению с 0,92% среди взрослого населения в целом. Однако показатели секс-работников в столице и Колоне были выше, чем для других частей страны. Закон о ВИЧ / СПИДе и инфекциях, передаваемых половым путем, был принят в 2000 году. В сентябре 2016 года проститутка была приговорена к одному году лишения свободы за приставание к ВИЧ, будучи заведомо ВИЧ-положительной.

## Секс-торговля
Панама включена в список стран уровня 2 Управлением Государственного департамента США по мониторингу и борьбе с торговлей людьми.
Панама является страной происхождения, транзита и назначения для мужчин и женщин, ставших жертвами торговли людьми в целях сексуальной эксплуатации. Дети-жертвы торговли людьми, как правило, являются гражданами Панамы, подвергающимися коммерческим половым актам внутри Панамы. Панамские женщины подвергаются сексуальной эксплуатации в других странах, включая Багамы и Гайану. В Панаме наиболее идентифицированными жертвами торговли людьми являются взрослые иностранцы, эксплуатируемые в целях сексуальной эксплуатации, особенно женщины из Бразилии, Колумбии, Венесуэлы, Кубы, Доминиканской Республики, Гондураса и Никарагуа. В 2016 году увеличилось количество иностранных трансгендеров, ставших жертвами торговли людьми в целях сексуальной эксплуатации. Трансгендеры подвергаются дискриминации в Панаме, что делает их более уязвимыми для торговли людьми, особенно с учетом высокого спроса в Панаме на сексуальные услуги со стороны этой группы населения. Торговцы вербуют женщин-жертв, обещая хорошую работу и высокие зарплаты в сфере домашнего хозяйства и ресторанного бизнеса, а также для моделирования и проституции, но эксплуатируют их в секс-торговле.
Власти выявили потенциальных жертв секс-торговли среди женщин из Восточной Европы, работающих в ночных клубах. Мужчины из Соединенных Штатов были исследованы как дети-секс-туристы в Панаме. Официальные лица Панамы и Европы сообщают, что некоторые мужчины и женщины из Центральной Америки, которые пересекают Панаму по пути в Карибский бассейн или Европу, становятся жертвами торговли людьми в целях сексуальной эксплуатации в странах назначения.

## Детская проституция
Официальные лица Панамы продолжают возбуждать уголовные дела по делам о сексуальных надругательствах над детьми в городских и сельских районах, а также в общинах коренных народов. Официальные лица полагают, что сексуальная эксплуатация детей в коммерческих целях имеет место, в том числе в туристических районах Панама-Сити и в пляжных районах, хотя они не ведут отдельной статистики.

### Законодательство
Статья 187 Уголовного кодекса эта статья гласит, что любой, кто использует, разрешает или допускает незначительные участвовать в актах или непристойное обнажение или порнографии, или на самом деле не записаны, фотографировали или снимали, будет нести ответственность в виде лишения свободы от шести до восьми лет. Такое же наказание применяется к любому, кто использует электронную почту, Интернет или любые другие региональные или средства массовой информации для подстрекательства несовершеннолетних к онлайн-сексу, или для предоставления или стимулирования сексуальных услуг любым из вышеперечисленных способов, по телефону или лично.
Статья 190 Уголовного кодекса предусматривает наказание в виде тюремного заключения на срок от восьми до десяти лет для любого, кто продвигает, направляет, организует, рекламирует, приглашает, содействует или организует любые местные или средства массовой информации, местный или международный секс-туризм, вербовку несовершеннолетних. в возрасте от четырнадцати до семнадцати лет за сексуальную эксплуатацию, независимо от того, имеет ли она место на самом деле или нет. Штраф увеличится на половину максимального срока наказания, если жертва моложе четырнадцати лет.